# Kongemosien
Le Kongemosien, ou culture de Kongemose, est une culture archéologique du sud de la Scandinavie, qui s'est développée au Danemark et en Scanie durant le Mésolithique, d'environ 6200 à 5300 av. J.-C..

## Extension géographique
Le nom du Kongemosien est tiré du site de Kongemose, dans l'ouest de la Seeland, découvert en 1952. Cette culture est aussi connue pour ses sites archéologiques ayant livré des pointes de flèches, en Lolland, en Langeland et en Scanie, découverts pour les plus anciens dès 1927.

## Chronologie
Le Kongemosien est précédé par le Maglemosien et suivi par la culture d'Ertebølle. Il est contemporain des cultures Nøstvet et Lihult, dont les porteurs étaient situés plus au nord.

## Caractéristiques
Les sites sont caractérisés par des microlithes de silex, assortis de manches en bois ou en os. Des grattoirs, des poinçons, des lames denticulées, des poignards et des haches ont aussi été retrouvés, ainsi que des hameçons en os. Ces objets sont souvent décorés de motifs géométriques.

## Mode de subsistance
Les hommes du Kongemosien sont des chasseurs-cueilleurs. L'économie est basée sur la chasse du cerf élaphe, du chevreuil, du castor et du sanglier, complétée de manière non négligeable par la pêche.